# Decriminalize Nature
Decriminalize Nature é uma organização nacional de base iniciada em Oakland, Califórnia, que visa a melhorar a saúde e o bem-estar humanos descriminalizando e expandindo o acesso a plantas e fungos enteógenos por meio de organização política e comunitária, educação e advocacia. Os enteógenos incluem, mas não estão limitados a cogumelos psilocibinos, ayahuasca, plantas que contêm ibogaína e cactos que contêm mescalina. A Decriminalize Nature apoia e treina a liderança local para aprovar políticas, tendo sucesso em várias cidades/condados dos Estados Unidos.

## História
A Decriminalize Nature foi fundada em 2019 em Oakland, Califórnia. A organização foi fundada por um grupo de indivíduos ligados à comunidade psicodélica/enteogênica de base na área da Baía de São Francisco. Os membros fundadores foram inspirados a construir a organização com base em anos de trabalho clandestino em modelos espirituais, terapêuticos, criativos e outros de exploração da consciência. Todos concordaram que a ideia da natureza ser criminalizada é insustentável e que essa criminalização levou à estigmatização, inibindo as pessoas de explorar essa modalidade alternativa de cura e crescimento pessoal e espiritual. Portanto, a educação se tornou uma parte crítica do movimento. A organização se expandiu rapidamente por todo o país, levando a esforços bem-sucedidos de descriminalização em várias cidades dos Estados Unidos.
Oakland se tornou a primeira cidade a aprovar uma resolução descriminalizando plantas e fungos enteogênicos em 4 de junho de 2019. A decisão unânime do Conselho Municipal de Oakland estabeleceu um precedente para outras cidades seguirem. A resolução foi fortemente influenciada por pesquisas que indicam a eficácia de substâncias como psilocibina e ayahuasca no tratamento de problemas de saúde mental e na catalisação do crescimento pessoal e espiritual.
Seguindo o exemplo de Oakland, várias outras cidades e jurisdições nos Estados Unidos aprovaram resoluções da Decriminalize Nature, incluindo, mas não se limitando a, Santa Cruz; Ann Arbor; Washington, D.C.; Seattle; Detroit; Somerville; Cambridge; Port Townsend; Arcata; Hazel Park; Ferndale; Condado de Jefferson; Eureka; Berkeley; São Francisco; Ypsilanti; e Olympia, Washington. O sucesso da Decriminalize Nature em Ann Arbor, Michigan, inspirou o promotor público do condado de Washtenaw a expandir a descriminalização em todo o condado por meio de uma diretiva de política pública. Em 2021, o conselho municipal de Grand Rapids, Michigan, votou a favor das políticas de descriminalização, mas ainda não descriminalizou os enteógenos na cidade. A política de Decriminalize Nature em nível de cidade/condado afeta mais de 4,75 milhões de pessoas nos EUA: Califórnia (1.446.303); Michigan (1.029.894); Washington (849.547); Washington DC (686.995); Minnesota (423.250); Massachusetts (244.954) e Maine (69.307). O movimento Descriminalize Nature continua a crescer, com mais de 25 cidades e condados aprovados entre 2019 e 2024, defendendo mudanças políticas a nível local, estadual e federal.

## Objetivos
A Decriminalize Nature visa:
1. Educar o público: aumentar a conscientização sobre os benefícios e riscos das plantas e fungos enteogênicos, enfatizando seu significado histórico e cultural;
2. Promover a pesquisa: defender mais pesquisas científicas sobre os usos terapêuticos dessas substâncias;
3. Reforma política: pressionar pela descriminalização de plantas e fungos enteogênicos, removendo penalidades criminais para seu uso, posse, compartilhamento e cultivo;
4. Redução de riscos: incentivar o uso seguro e informado de enteógenos, incluindo o desenvolvimento de diretrizes comunitárias e redes de apoio.